# Søren Hjorth
Søren Hjorth (Vesterbygaard a Kalundborg, Dinamarca, 13 d'octubre de 1801 - Copenhaguen, 18 d'agost de 1870) va ser un inventor danès que, entre altres invents, abans que Werner von Siemens descobrí el principi de la dinamo el 1854 i en va patentar un model. Va ser també un pioner dels ferrocarrils.

## Experiments inicials
Hjorth era fill de Jacob Hjorth, arrendatari de Vesterbygård i Adelersborg, i de Margrethe f. Lassen. Determinat per al país, malgrat el seu gran talent mecànic, va créixer a la llar sense gaire educació. Tanmateix, se li va donar l'oportunitat de fer un examen legal danès i, ja des del 1821, es va convertir en administrador immobiliari a Bonderup, a prop de Korsør. Tot i això, no es va sentir satisfet aquí, i el 1828 es va oferir voluntari a la Cambra dels Diputats, avançat el 1836 a Secretari i escriptor de cambra, va escoltar conferències al Col·legi Politècnic, especialment per part de H.C. Molt estimat i continuat fent tasques mecàniques. Va fer una trituradora per al seu pare, i va dissenyar una màquina de vapor rotativa, que el 1832 va ser feta pel mecànic Schiødt a Sankt Annæ Plads i el va comprar per 500 Rdl. del rei, que la va fer donació a l'Escola Politècnica Superior. Aquest mateix any, va descriure a G.F. La Revista d'Ursin per a Artistes i Artesans va ser un dels seus vehicles de vapor inventats per utilitzar-los a les carreteres corrents, que va buscar sense èxit el suport públic per construir-lo.
El 1834, Hjorth va viatjar a Anglaterra amb l'ajuda de la Fundació Reier per conèixer el desenvolupament del ferrocarril, va traduir la màquina de vapor de Dionís Lardner el 1838 i va ser a Anglaterra, França i Bèlgica el 1839. Més endavant, va renunciar a la seva locomotora de vapor per fora de carretera, ja que només havia estat capaç de conduir a distància regular i, per exemple, no podia fer el viatge per Frederiksberg Bakke. En canvi, es va llançar sobre els estudis del ferrocarril.

## El ferrocarril a Roskilde
El fet que fos director de la fàbrica de piano Marschall durant alguns anys no el va treure dels estudis ferroviaris. Junt amb el llibreter Gustav Schram, va treballar des de 1840 en la realització d'un ferrocarril de Zelanda, i amb l'ajuda de l'Associació Industrial, en la qual Hjorth va ser primer vicepresident (1841-43) i després president (1843-45), l'objectiu es va assolir.
Durant la seva presidència el 1844, l'associació va obtenir una concessió en un ferrocarril des de Copenhaguen a través de Roskilde fins a un port de la costa oest de Zelanda, es va fundar la Companyia Ferroviària de Zelanda (juliol de 1844), i mentre Schram va esdevenir el seu primer conseller delegat, Hjorth es va convertir en el seu primer director tècnic. Van convidar l'abril de 1844 a treure 1 mig milió de RDL. en accions per a la nova companyia ferroviària.
El ferrocarril cap a Roskilde es va inaugurar el 27 de juliol de 1847. Es pretenia que el ferrocarril continués fins a Korsør, però ja es va començar a instal·lar la crisi ferroviària d'Anglaterra i Alemanya, de manera que no es va poder traçar la capital i aquest tram no es va construir fins a l'estat. El 1852 va proporcionar una garantia dels interessos sobre capital fix.

## Fonts

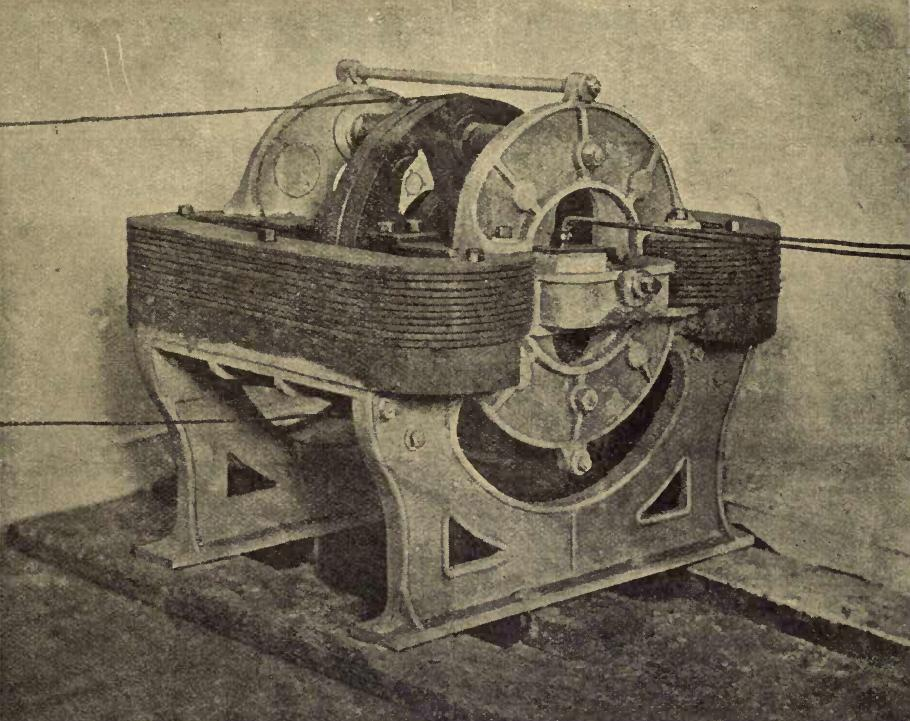
Segon model de dinamo de Hjorths (1855)